# Tetracanthella gallica
Tetracanthella gallica är en urinsektsart som beskrevs av Louis Deharveng 1987. Tetracanthella gallica ingår i släktet Tetracanthella och familjen Isotomidae. Inga underarter finns listade i Catalogue of Life.